# Лихтенштейн на зимних Олимпийских играх 1956
Лихтенштейн принимал участие в Зимних Олимпийских играх 1956 года в Кортина-д’Ампеццо (Италия) в третий раз в истории, но не завоевал ни одной медали.

## Результаты

### Бобслей
| Экипаж | Спортсмены                        | Дисциплина | 1-й спуск | 1-й спуск             | 2-й спуск             | 2-й спуск             | 3-й спуск             | 3-й спуск             | 4-й спуск             | 4-й спуск             | Итог                  | Итог                  |
| Экипаж | Спортсмены                        | Дисциплина | Время     | Место                 | Время                 | Место                 | Время                 | Место                 | Время                 | Место                 | Время                 | Место                 |
| ------ | --------------------------------- | ---------- | --------- | --------------------- | --------------------- | --------------------- | --------------------- | --------------------- | --------------------- | --------------------- | --------------------- | --------------------- |
| LIE-1  | Мориц Хайдеггер Велтин Вольфингер | двойки     | DNF       | завершили выступления | завершили выступления | завершили выступления | завершили выступления | завершили выступления | завершили выступления | завершили выступления | завершили выступления | завершили выступления |

### Горнолыжный спорт
| Спортсмен         | Дисциплина        | 1-й спуск | 1-й спуск | 2-й спуск | 2-й спуск | итог   | итог  |
| Спортсмен         | Дисциплина        | Время     | Место     | Время     | Место     | Время  | Место |
| ----------------- | ----------------- | --------- | --------- | --------- | --------- | ------ | ----- |
| Германн Киндл     | скоростной спуск  |           |           |           |           | DSQ    | -     |
| Макс фон Гогенлоэ | скоростной спуск  |           |           |           |           | 5:15.8 | 45    |
| Леопольд Шадлер   | скоростной спуск  |           |           |           |           | 4:23.7 | 40    |
| Франц Бек         | скоростной спуск  |           |           |           |           | 3:36.8 | 26    |
| Эвальд Эберле     | гигантский слалом |           |           |           |           | 4:11.6 | 73    |
| Теодор Зеле       | гигантский слалом |           |           |           |           | 4:09.5 | 70    |
| Леопольд Шадлер   | гигантский слалом |           |           |           |           | 4:03.3 | 67    |
| Франц Бек         | гигантский слалом |           |           |           |           | 3:52.6 | 59    |
| Леопольд Шадлер   | слалом            | 2:24.1    | 54        | 2:45.8    | 52        | 5:09.9 | 53    |
| Эвальд Эберле     | слалом            | 2:22.2    | 53        | 2:39.6    | 49        | 5:01.8 | 49    |
| Теодор Зеле       | слалом            | 2:16.7    | 51        | 2:31.1    | 43        | 4:47.8 | 45    |
| Франц Бек         | слалом            | 2:04.0    | 45        | 2:13.8    | 26        | 4:17.8 | 35    |